# Tata Indigo
O Indigo é um sedan compacto da Tata Motors.